# Уряд Грузинської демократичної республіки в екзилі
Після того, як радянська російська Червона армія вторглася в Грузію і завоювала країну в 1921 році, парламент Грузинської Демократичної Республіки (ГДР) вирішив, що уряд мав піти у вигнання і продовжувати функціонувати як Національний уряд Грузії (НУГ). Уряд у вигнанні мав штаб-квартиру в Левіль-сюр-Орж поблизу Парижа, Франція.

## Історія

### Вигнання до Франції
Після того, як війна з Радянською Росією була безповоротно програна, Установчі збори Грузії під керівництвом Карло Чхеїдзе на своїй останній сесії в Батумі 18 березня 1921 року ухвалили рішення про вигнання уряду Грузинської соціал-демократичної (меншовицької) партії на чолі з Ное Жорданія. Того ж дня члени уряду, кілька депутатів Установчих зборів Грузії, кілька військових офіцерів і їхні родини піднялися на борт корабля «Ернест Ренан» і відпливли спочатку до Стамбула, Туреччина, а потім до Франції, уряд якої надав грузинським емігрантам політичний притулок.

### 1924р. Підготовка повстання

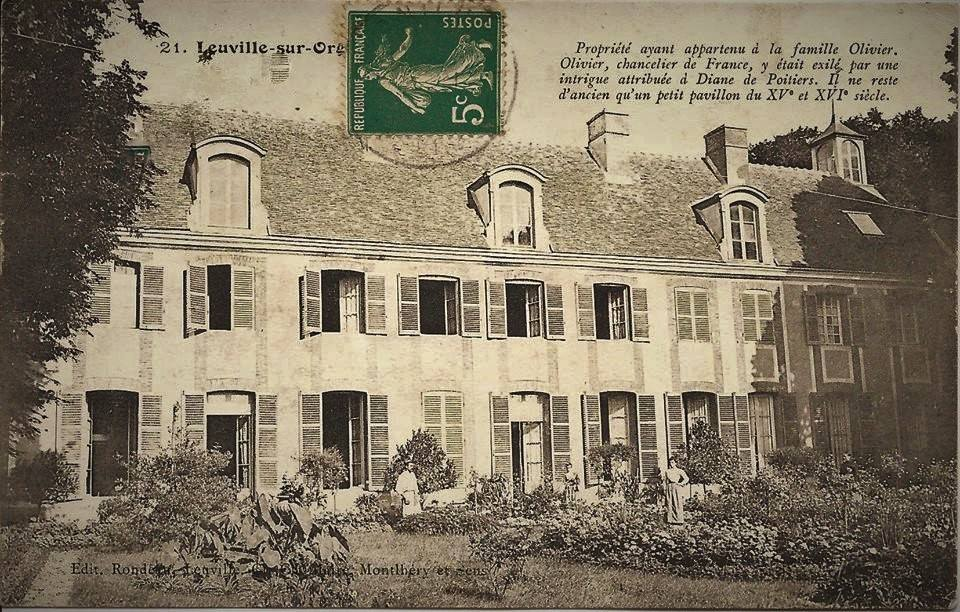
Маєток Левіль, як видно на листівці 1910 року.

Використовуючи державні кошти Грузії, уряд купив територію площею 5-гектарів (12-акрів), що оточувала невеликий замок у Левіль-сюр-Орж, містечку поблизу Парижа. Лювіль був оголошений офіційною резиденцією уряду у вигнанні. Хоча емігранти відчували постійну нестачу грошей, уряд Жорданія підтримував стосунки з досі популярною Грузинською соціал-демократичною (меншовицькою) партією та іншими антирадянськими організаціями в Грузії, і таким чином створював перешкоду для радянської влади. НУГ заохочувала та допомагала Комітету незалежності Грузії, міжпартійному блоку в Грузії, у його боротьбі проти більшовицького режиму, кульмінацією якої стало Серпневе повстання 1924 року. Перед повстанням Ной Хомерікі, міністр сільського господарства у вигнанні, Бенія Чхіквішвілі, колишній мер Тбілісі, і Валіко Джугелі, колишній командир Народної гвардії, таємно повернулися до Грузії, але невдовзі їх заарештувала і стратила радянська таємна поліція ЧК.

### Міжнародна увага до Грузії
НУГ неодноразово намагався привернути увагу міжнародної спільноти до грузинських справ. Кілька меморандумів із закликом надати допомогу справі незалежності Грузії було надіслано урядам Великої Британії, Франції та Італії, а також Лізі Націй, яка прийняла дві резолюції, у 1922 та 1924 роках, підтверджуючи суверенітет Грузії. Однак загалом світ здебільшого знехтував насильницьким захопленням Грузії Радянською Росією. 27 березня 1921 року грузинський уряд у вигнанні опублікував звернення зі своїх тимчасових офісів у Стамбулі до «всіх соціалістичних партій і робітничих організацій» світу, протестуючи проти вторгнення в Грузію. Проте звернення залишилося без уваги. Крім пристрасних редакційних статей у деяких західних газетах і закликів до дій з боку таких симпатиків Грузії, як сер Олівер Вордроп, міжнародна реакція на події в Грузії була приглушеною.

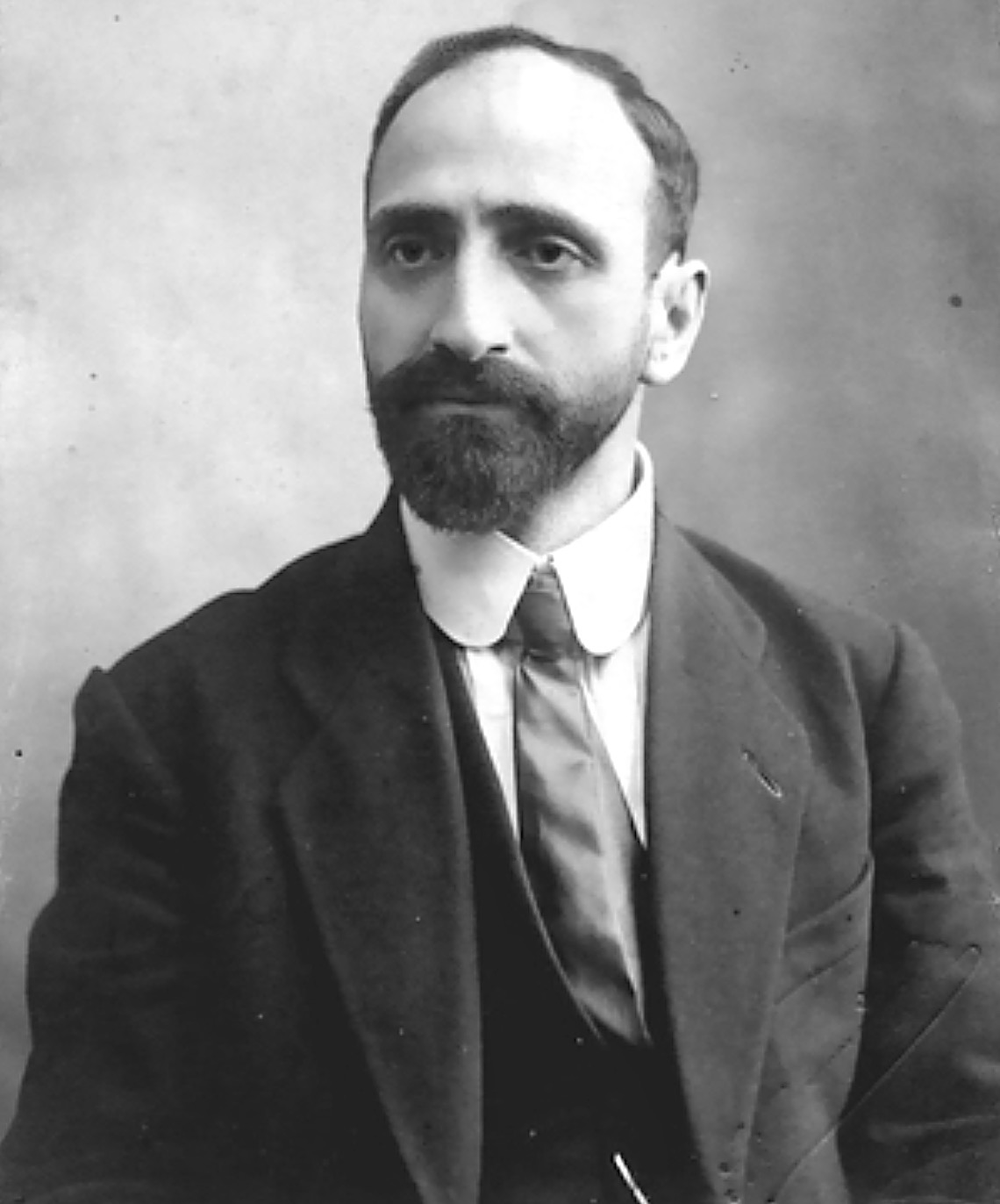
Ной Рамішвілі, президент першого уряду Грузії.

### Смерть Карло Чхеідзе та Ноє Рамішвілі
Надії грузинських емігрантів на те, що великі держави мають намір допомогти, почали згасати. Грузинські емігранти зазнали втрат, коли 1926 року Ніколоз Чхеїдзе покінчив життя самогубством, а Ной Рамішвілі, найбільш енергійний грузинський політик-емігрант і президент першого уряду Грузинської Демократичної Республіки, був убитий більшовицьким шпигуном у 1930 році.

### Проникнення радянських спецслужб до грузинської еміграції
Радянській розвідці вдалося проникнути в уряд у вигнанні, головним чином завдяки особистій розвідувальній мережі Лаврентія Берії, як до, так і після Другої світової війни.

## Політика

### Дипломатичне визнання
Після еміграції уряду Жорданії та створення Грузинської РСР питання визнання розглядалося іноземними державами, які де-юре визнали незалежність Грузії ще до радянського завоювання. Деякі країни, зокрема Ліберія та Мексика, визнали ГДР, коли її уряд вже перебував у вигнанні, 28 березня 1921 року та 12 травня 1921 року відповідно. Протягом деякого часу НУГ продовжували визнавати як «законний уряд Грузії» Бельгія, Велика Британією, Францією та Польщею. НУГ змогла зберегти своє представництво в Парижі до 1933 року (під головуванням Сосіпатра Асатіані), коли воно було закрите в результаті франко-радянського пакту про ненапад від 29 листопада 1932 року. Пізніше НУГ та її головний союзник у Європі, Міжнародний комітет Грузії, президентом якого був Жан Мартен, директор Journal de Genève, розпочали кампанію проти прийняття СРСР до Ліги Націй, яке все ж таки відбулося у вересні 1934 року, що ще більше знизило ефективність НУГ.

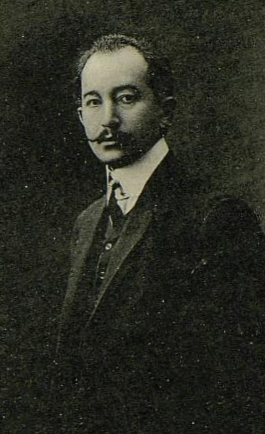
Євген Гегечкорі, голова Національного уряду Грузії в екзилі, 1953—1954.

### Голови національного уряду Грузії у вигнанні
- 1921—1953 — Ное Жорданія (1868—1953)
- 1953—1954 — Євген Гегечкорі (1881—1954)